# Eugeniusz Wutcen
Eugeniusz Wutcen (ur. 11 maja 1909 w Będzinie, zm. 27 października 2004 w Warszawie), górnik, specjalista przeróbki surowców mineralnych oraz organizacji poszukiwań i dokumentacji złóż surowców mineralnych.

## Życiorys
Rodzice pochodzili z Łotwy. Ojciec Alojzy był carskim urzędnikiem w Polsce. Po I wojnie światowej pozostał w Polsce. Eugeniusz Wutcen ukończył siedmioklasową szkołę powszechną w 1922. W 1928 uzyskał świadectwo dojrzałości w gimnazjum matematyczno-przyrodniczym w Sosnowcu. W międzyczasie, w latach 1925–1927, pracował jako kreślarz w Wydziale Mierniczym Zarządu Miejskiego w Będzinie.
W 1928 rozpoczął studia na Wydziale Górniczym Akademii Górniczej w Krakowie. Ze względów zdrowotnych przerwał studia w 1932. W 1933 został zatrudniony w Urzędzie Skarbowym w Będzinie, następnie w kamieniołomie w Rogoźniku koło Będzina. W 1935 powrócił na studia górnicze. W latach 1936–1942 pracował jako kreślarz i topograf w Karpackim Instytucie Geologiczno-Naftowym w Borysławiu, a w latach 1945–1947 – jako młodszy asystent w Katedrze Górnictwa i Przeróbki Mechanicznej Akademii Górniczej w Krakowie. Tam uzyskał dyplom inżyniera górniczego w styczniu 1947.
W latach 1948–1950 był zastępcą zawiadowcy szybu „Piast” i „Bolesław” w Nowej Rudzie. Następnie w latach 1950-1951 był kierownikiem Oddziału Przeróbki Mechanicznej w Dolnośląskim Zjednoczeniu Przemysłu Węglowego w Wałbrzychu. W kolejnych latach, 1951–1952, był głównym inżynierem projektu Noworudzkiej Prażalni Łupku w Centralnym Biurze Projektów Przemysłu Węglowego w Świętochłowicach, a potem w Zabrzu. Od 1952 pracował jako dyrektor Departamentu Techniki w Centralnym Urzędzie Geologii w Warszawie.
W grudniu 1952 objął stanowisko zastępcy dyrektora ds. surowcowych Instytutu Geologicznego w Warszawie i na tym stanowisku pozostał do końca 1969. W 1954 otrzymał od prezesa Centralnego Urzędu Geologii tytuł docenta w Instytucie Geologicznym na podstawie pracy Uwagi na temat jakości noworudzkiego łupku palonego. Pod jego nadzorem odkryto i opracowano dokumentacje złóż fosforytów, rud żelaza, siarki rodzimej, rud miedzi, magnezytu, węgla brunatnego, gliny ogniotrwałej, soli kamiennych i soli potasowo-magnezowych. Ponadto opracowano około 200 dokumentacji innych złóż surowców mineralnych. Od 1970 E. Wutcen kierował Pracownią Prognoz Surowców Mineralnych w Zakładzie Ekonomiki Zasobów Złóż i Prac Geologicznych Instytutu Geologicznego. Na początku 1980 przeszedł na emeryturę.
Posiadał szereg stopni górniczych: Inżyniera Górniczego II Stopnia (1950), Inżyniera Górniczego I Stopnia (1951), Dyrektora Górniczego III Stopnia (1953) i Generalnego Dyrektora Górniczego III Stopnia (1958).
Otrzymał wiele odznaczeń i nagród, m.in. Krzyż Oficerski (1959) i Krzyż Kawalerski Orderu Odrodzenia Polski (1954), Order Sztandaru Pracy II klasy, Medal 10-lecia Polski Ludowej i Medal 30-lecia Polski Ludowej, Odznakę 1000-lecia Państwa Polskiego, Zespołową Nagrodę Państwową II Stopnia za odkrycie i udokumentowanie zasobów złóż miedzi (1966), Odznakę Zasłużonego Pracownika Instytutu Geologicznego oraz Medal „Zasłużony dla Państwowego Instytutu Geologicznego”.

## Wybrane publikacje
- Wutcen E., 1979, Badanie tendencji rozwojowych w wykorzystywaniu kopalin. Instrukcje i metody badań, Z. 39, Warszawa.